# Michail Iwanowitsch Gortschakow

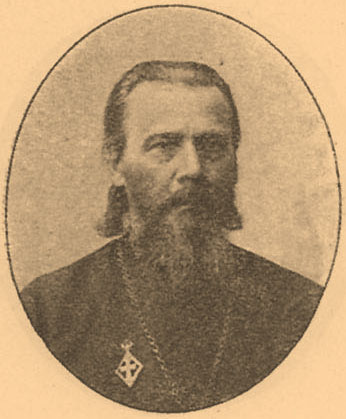
Michail Iwanowitsch Gortschakow

Michail Iwanowitsch Gortschakow (russisch Михаил Иванович Горчаков; * 1838 im Dorf Palkino, Ujesd Galitsch; † 5. Junijul. / 18. Juni 1910greg. in St. Petersburg) war ein russischer Erzpriester, Jurist und Hochschullehrer.

## Leben
Gortschakow, Sohn eines Diakons, schloss die Geistliche Schule in Galitsch als Bester ab und besuchte dann das Geistliche Seminar Kostroma. Nach dem Abschluss 1857 studierte er an der Geistlichen Akademie Sankt Petersburg. 1861 schloss Gortschakow das Studium mit einer Arbeit über Friedrich Schleiermacher ab, mit der er zum Kandidaten der Theologie promoviert wurde. Darauf lehrte er an der Geistlichen Akademie Sankt Petersburg.
1862 wurde Gortschakow Psalmodist an der Russischen Kirche (Stuttgart). Er studierte drei Jahre lang an der Universität Tübingen und hörte Vorlesungen an Universitäten in Deutschland, der Schweiz und an der Universität Straßburg. Nach der Rückkehr nach St. Petersburg 1865 studierte er als Gasthörer an der juristischen Fakultät der Universität St. Petersburg. Dazu war er Rechtslehrer am St. Petersburger Marien-Institut für Frauen, in dessen Kirche er zum Priester geweiht wurde. Ende 1865 wurde er mit seiner Arbeit über die ersten acht Jahrhunderte der Kirchengeschichte zum Magister der Theologie promoviert. Für seine Arbeit über das Edictum praetoris erhielt er eine Silbermedaille. Er schloss 1866 das Universitätsstudium mit der Prüfung zum Kandidaten der Rechte ab und wurde Rechtslehrer am 2. St. Petersburger Progymnasium (bis 1869). Nach Verteidigung seiner Dissertation über die Klosterordnung 1649–1725, für die er den Uwarow-Preis erhielt, wurde er 1868 zum Magister des Staatsrechts promoviert. Darauf wurde er Dozent am Lehrstuhl für Kirchenrecht der Universität St. Petersburg.
1870 wurde Gortschakow zum Priester in Karlsbad ernannt. 1871 wurde er mit seiner Dissertation über den Grundbesitz der allrussischen Metropoliten, Patriarchen und des Heiligen Synods 988–1738, für die er wieder den Uwarow-Preis erhielt, zum Doktor der Staatswissenschaft promoviert und zum Professor ernannt. 1879 starb seine Frau Jekaterina Michailowna, so dass er nun allein für die Erziehung seiner fünf Kinder im Alter von einem bis 5 Jahren verantwortlich war.
1881 wurde Gortschakow von der Geistlichen Akademie Kiew mit seiner Dissertation über das Geheimnis der Ehe zum Doktor der Theologie promoviert. Darauf wurde er zum Erzpriester ernannt. Im Studienjahr 1882/1883 war er Dekan der juristischen Fakultät der Universität St. Petersburg. 1883 erhielt er zum dritten Mal den Uwarow-Preis. Bei der Kirchenrecht-Prüfung Wladimir Iljitsch Uljanows vergab Gortschakow die Höchstnote. 1893 wurde er Verdienter Ordentlicher Professor des Lehrstuhls für Kirchenrecht der Universität St. Petersburg. Bei den Universitätsunruhen 1899 verteidigte er die Studenten. 1902 wurde Gortschakow zum Korrespondierenden Mitglied der St. Petersburger Akademie der Wissenschaften gewählt.
Postamtskirche der Heiligen Zwölf Apostel
1905 wurde Gortschakow zum Vorsteher der Postamtskirche der Heiligen Zwölf Apostel in der St. Petersburger Postamtsstraße ernannt. Im selben Jahr wurde er Mitglied der Kommission für die Prüfung der dem Kirchenrat vorgelegten Fragen. 1906 wurde er Mitglied des Kirchenrats, und der Heilige Synod schickte ihn in den staatlichen Rat des weltlichen Klerus.
Gortschakow war Ehrenmitglied der Kaiserlichen Universität Dorpat, der Geistlichen Akademie St. Petersburg (1899), der Geistlichen Akademie Kiew, der Russischen Astronomischen Gesellschaft, der Gelehrten Archivkommission des Gouvernements Wladimir und aktives Mitglied der Kaiserlichen Freien Ökonomischen Gesellschaft zu Sankt Petersburg.

## Ehrungen, Preise
- Uwarow-Preis der St. Petersburger Akademie der Wissenschaften (1868, 1871, 1883)[2]
- Russischer Orden der Heiligen Anna III. Klasse (1883), I. Klasse (1900)
- Brillantring Alexanders III. (1884)
- Orden des Heiligen Wladimir IV. Klasse (1890), II. Klasse (1904)
- Goldkreuz für Verdienste der Großfürstin Katharina Michailowna Romanowa[2]